# Norvège au Concours Eurovision de la chanson 2014
La Norvège a participé au Concours Eurovision de la chanson 2014 à Copenhague, au Danemark.
Carl Espen, représentant la Norvège au Concours Eurovision de la chanson, est annoncé le 15 mars 2014, à la suite de sa victoire lors de la finale nationale Melodi Grand Prix 2014.
Sa chanson est Silent storm.

## Processus de sélection
La Norvège a annoncé sa participation au concours le 6 mai 2013.
Comme tous les ans, c'est par le biais du Melodi Grand Prix que seront choisis l'interprète et la chanson qui représenteront la Norvège au Concours Eurovision de la chanson.

## Melodi Grand Prix
Le 6 mai 2013, la NRK a annoncé que l'édition 2014 du Grand Prix Melodi subirait des changements de format. La compétition aura lieu dans un long festival de musique avec trois demi-finales ayant lieu du 7 mars 2014 jusqu'au 9 mars 2014 et une finale le 15 mars 2014. Quinze artistes et chansons vont participer, cinq seront en compétition dans chaque demi-finale où trois seulement iront en finale. Toutes les émissions de la sélection nationale seront animée par Jenny Skavlan et Erik Solbakken.
Le 4 juillet 2013, NRK a ouvert la période de soumission des artistes et compositeurs intéressés pour leur candidature, qui a duré jusqu'au 15 septembre 2013. Un total de 600 entrées ont été reçues avant la date limite de soumission. Le directeur musical de la concurrence Vivi Stenburg était chargé de la sélection des quinze chansons qui seront en compétition. Stenburg fait la sélection avec un jury de quatre membres qui sera également fourniront également des notes durant les spectacles. Le jury se compose de :
- Marie Komissar, producteur de musique pour NRK p. 3 et DJ
- Kathrine Synnes Finnskog, directrice et chef de la direction de la musique en Norvège
- Gisle Stokland, gestionnaire et propriétaire / éditeur du site 730.no
- Tarjei Strøm, batteur et animateur de radio

### Calendrier
La sélection s'opérera par trois séances de qualifications, dont une de rattrapage, desquels découleront trois demi-finales et une finale.
| Date         | Manche                |
| ------------ | --------------------- |
| 7 mars 2014  | Première demi-finale  |
| 8 mars 2014  | Deuxième demi-finale  |
| 9 mars 2014  | Troisième demi-finale |
| 15 mars 2014 | Finale                |

### Chansons en compétition
| Artiste                                    | Chanson (English Translation)          | Music (m) / Lyrics (l)                                                                   |
| ------------------------------------------ | -------------------------------------- | ---------------------------------------------------------------------------------------- |
| Carl Espen                                 | "Silent Storm"                         | Josefin Winther (m & l)                                                                  |
| Charlie                                    | "Hit Me Up"                            | Melanie Fontana, Jon Asher, Lars Hustoft (m & l)                                         |
| Cir.Cuz                                    | "Hele verden" (The whole world)        | Joakim Harestad Haukaas, Andre Lindal (m & l)                                            |
| Dina Misund                                | "Needs"                                | Dina Misund (m), Frode Bjørgmo Strømvik (l)                                              |
| El Cuero                                   | "Ain't No Love (In This City No More)" | Brynjan Takle Ohr (m & l), B. L. Rolland (m), Øyvind Blomstrøm (l), Håvard Takle Ohr (l) |
| Elisabeth Carew                            | "Sole Survivor"                        | Elisabeth Carew, David Eriksen, Simon Climie, Mats Lie Skåre (m & l)                     |
| Hilda & Thea Leora                         | "Best Friend's Boyfriend"              | Martin Kleveland, Lisa Desmond Linder, Jesper Jakobsen (m & l)                           |
| Ilebek                                     | "Who Needs the Universe"               | Andreas Ihlebæk (m & l)                                                                  |
| Knut Kippersund Nesdal                     | "Taste of You"                         | Magnus Hængsle (m), Jenny Moe (m & l)                                                    |
| Linnea Dale                                | "High Hopes"                           | Linnea Dale, Kim Bergseth (m & l)                                                        |
| Martine Marbel                             | "Right Now"                            | Martine Marbel (m & l), Goran Obad (m)                                                   |
| Mo                                         | "Heal"                                 | Laila Samuelsen (m & l)                                                                  |
| Moi                                        | "Bensin" (Gasoline)                    | Ingjerd Østrem Omland (m & l)                                                            |
| Oda & Wulff                                | "Sing"                                 | Christer Wulff (m & l)                                                                   |
| Timbre & Frikk Heide-Steen feat. Ida Stein | "Frozen By Your Love"                  | Anders Bratterud (m & l)                                                                 |

### Shows

#### Demi-finales
| Demi-finale 1 – 7 mars 2014 | Demi-finale 1 – 7 mars 2014                | Demi-finale 1 – 7 mars 2014 | Demi-finale 1 – 7 mars 2014 | Demi-finale 1 – 7 mars 2014 |
| Passage                     | Artiste                                    | Chanson                     | Resultat                    | Place                       |
| --------------------------- | ------------------------------------------ | --------------------------- | --------------------------- | --------------------------- |
| 1                           | Hilda & Thea Leora                         | "Best Friend's Boyfriend"   | Out                         |                             |
| 2                           | Mo                                         | "Heal"                      | Final                       | 1st                         |
| 3                           | Dina Misund                                | "Needs"                     | Final                       | 3rd                         |
| 4                           | Linnea Dale                                | "High Hopes"                | Final                       | 2nd                         |
| 5                           | Timbre & Frikk Heide-Steen feat. Ida Stein | "Frozen by Your Love"       | Out                         |                             |

| Demi-finale 2 – 8 mars 2014 | Demi-finale 2 – 8 mars 2014 | Demi-finale 2 – 8 mars 2014 | Demi-finale 2 – 8 mars 2014 | Demi-finale 2 – 8 mars 2014 |
| Passage                     | Artiste                     | Chanson                     | Resultat                    | Place                       |
| --------------------------- | --------------------------- | --------------------------- | --------------------------- | --------------------------- |
| 1                           | Cir.Cuz                     | "Hele verden"               | Out                         |                             |
| 2                           | Martine Marbel              | "Right Now"                 | Out                         |                             |
| 3                           | Oda & Wulff                 | "Sing"                      | Final                       | 2nd                         |
| 4                           | Knut Kippersund Nesdal      | "Taste of You"              | Final                       | 1st                         |
| 5                           | Charlie                     | "Hit Me Up"                 | Final                       | 3rd                         |

| Semi-final 3 – 9 March 2014 | Semi-final 3 – 9 March 2014 | Semi-final 3 – 9 March 2014            | Semi-final 3 – 9 March 2014 | Semi-final 3 – 9 March 2014 |
| Draw                        | Artist                      | Song                                   | Result                      | Place                       |
| --------------------------- | --------------------------- | -------------------------------------- | --------------------------- | --------------------------- |
| 1                           | Moi                         | "Bensin"                               | Out                         |                             |
| 2                           | El Cuero                    | "Ain't No Love (In This City No More)" | Final                       | 2nd                         |
| 3                           | Ilebek                      | "Who Needs the Universe"               | Out                         |                             |
| 4                           | Elisabeth Carew             | "Sole Survivor"                        | Final                       | 3rd                         |
| 5                           | Carl Espen                  | "Silent Storm"                         | Final                       | 1st                         |

#### Finale
| Finale – 15 mars 2014 | Finale – 15 mars 2014  | Finale – 15 mars 2014                  | Finale – 15 mars 2014 | Finale – 15 mars 2014 |
| Draw                  | Artiste                | Chanson                                | Resultat              |                       |
| --------------------- | ---------------------- | -------------------------------------- | --------------------- | --------------------- |
| 1                     | El Cuero               | "Ain't No Love (In This City No More)" | Out                   |                       |
| 2                     | Elisabeth Carew        | "Sole Survivor"                        | Out                   |                       |
| 3                     | Knut Kippersund Nesdal | "Taste of You"                         | Superfinal            |                       |
| 4                     | Dina Misund            | "Needs"                                | Out                   |                       |
| 5                     | Mo                     | "Heal"                                 | Superfinal            |                       |
| 6                     | Linnea Dale            | "High Hopes"                           | Superfinal            |                       |
| 7                     | Charlie                | "Hit Me Up"                            | Out                   |                       |
| 8                     | Carl Espen             | "Silent Storm"                         | Superfinal            |                       |
| 9                     | Oda & Wulff            | "Sing"                                 | Out                   |                       |

##### Gold Final
| Gold Final – 15 mars 2014 | Gold Final – 15 mars 2014 | Gold Final – 15 mars 2014 | Gold Final – 15 mars 2014 | Gold Final – 15 mars 2014 | Gold Final – 15 mars 2014 | Gold Final – 15 mars 2014 | Gold Final – 15 mars 2014 | Gold Final – 15 mars 2014 | Gold Final – 15 mars 2014 |
| Passage                   | Artiste                   | Chansons                  | Eastern Norway            | Northern Norway           | Central Norway            | Southern Norway           | Western Norway            | Total                     | Place                     |
| ------------------------- | ------------------------- | ------------------------- | ------------------------- | ------------------------- | ------------------------- | ------------------------- | ------------------------- | ------------------------- | ------------------------- |
| 1                         | Knut Kippersund Nesdal    | "Taste of You"            | 17,440                    | 1,805                     | 3,083                     | 2,039                     | 3,390                     | 27,757                    | 4                         |
| 2                         | Carl Espen                | "Silent Storm"            | 23,264                    | 4,697                     | 4,397                     | 4,812                     | 16,542                    | 53,712                    | 1                         |
| 3                         | Mo                        | "Heal"                    | 23,615                    | 3,021                     | 3,181                     | 3,714                     | 3,874                     | 37,405                    | 3                         |
| 4                         | Linnea Dale               | "High Hopes"              | 22,746                    | 3,304                     | 3,484                     | 4,832                     | 4,720                     | 39,086                    | 2                         |

## À l'Eurovision
La Norvège participa à la deuxième demi-finale, le 8 mai 2014 et se qualifia pour la finale du 10 mai en atteignant la 6e place, avec 77 points.
Lors de la finale, le pays termina à la 8e place, avec 88 points.